# 建国以来毛泽东文稿
《建国以来毛泽东文稿》是毛泽东1949年以后的著作汇编，第一版由中共中央文献研究室编辑，中央文献出版社1987年11月至1998年1月出版，共13册；增补修订本由中共中央党史和文献研究院编辑，中央文献出版社2023年12月出版，共20册。内容为毛泽东在中华人民共和国成立后的手稿、讲话、谈话和文章，其中大量采用了中央档案馆提供的毛泽东文稿。第一版出版时，由于其中收录的部分文稿在当时被认为具有一定机密性，故为内部发行；2023年的增补修订本改为公开出版发行。

## 收录范围
《建国以来毛泽东文稿》收录的文章按时间顺序编辑。根据其“出版说明”，该书收录了以下内容：
1. 手稿（包括文章、指示、批示、讲话提纲、批注、书信、诗词、在文件上成段加写的文字等）；
2. 经毛泽东审定过的讲话和谈话记录稿；
3. 经毛泽东审定用他的名义发布的其他文稿。

这些文稿，少量曾公开发表，比较多的在中共党内或大或小范围印发过，还有一部分未曾印过。

## 发行

### 第一版
《建国以来毛泽东文稿》第一版的《出版说明》显示：部分文稿具有一定的机密性，只发行到地师级领导机关和领导干部、从事社会科学研究和教学的高级专业人员；不得外传和翻印，非公开发表过的文稿不得引用。
| 卷数     | 收录作品年代          | 首版日期   |
| -------- | --------------------- | ---------- |
| 第一册   | 1949年9月——1950年12月 | 1987年11月 |
| 第二册   | 1951年1月——1951年12月 | 1988年11月 |
| 第三册   | 1952年1月——1952年12月 | 1988年11月 |
| 第四册   | 1953年1月——1954年12月 | 1990年9月  |
| 第五册   | 1955年1月——1955年12月 | 1991年2月  |
| 第六册   | 1956年1月——1957年12月 | 1992年1月  |
| 第七册   | 1958年1月——1958年12月 | 1992年8月  |
| 第八册   | 1959年1月——1959年12月 | 1993年1月  |
| 第九册   | 1960年1月——1961年12月 | 1996年1月  |
| 第十册   | 1962年1月——1963年12月 | 1996年8月  |
| 第十一册 | 1964年1月——1965年12月 | 1996年8月  |
| 第十二册 | 1966年1月——1968年12月 | 1998年1月  |
| 第十三册 | 1969年1月——1976年7月  | 1998年1月  |

### 第二版
| 卷数     | 收录作品年代          | 首版日期   |
| -------- | --------------------- | ---------- |
| 第一册   | 1949年9月——1950年2月  | 2023年12月 |
| 第二册   | 1950年3月——1950年8月  | 2023年12月 |
| 第三册   | 1950年9月——1950年12月 | 2023年12月 |
| 第四册   | 1951年1月——1951年6月  | 2023年12月 |
| 第五册   | 1951年7月——1952年1月  | 2023年12月 |
| 第六册   | 1952年1月——1952年4月  | 2023年12月 |
| 第七册   | 1952年4月——1952年12月 | 2023年12月 |
| 第八册   | 1953年1月——1953年10月 | 2023年12月 |
| 第九册   | 1953年11月——1955年6月 | 2023年12月 |
| 第十册   | 1955年6月——1956年4月  | 2023年12月 |
| 第十一册 | 1956年4月——1957年7月  | 2023年12月 |
| 第十二册 | 1957年8月——1958年8月  | 2023年12月 |
| 第十三册 | 1958年8月——1959年3月  | 2023年12月 |
| 第十四册 | 1959年4月——1959年12月 | 2023年12月 |
| 第十五册 | 1960年1月——1961年3月  | 2023年12月 |
| 第十六册 | 1961年4月——1963年5月  | 2023年12月 |
| 第十七册 | 1963年6月——1965年1月  | 2023年12月 |
| 第十八册 | 1965年2月——1967年3月  | 2023年12月 |
| 第十九册 | 1967年3月——1970年5月  | 2023年12月 |
| 第二十册 | 1970年6月——1976年7月  | 2023年12月 |